# Caenorhabditis

A fonálférgek (Nematoda) törzsébe és az érzékpálcások (Secernentea) osztályának Caenorhabditis nemébe tartozó felnőtt Caenorhabditis elegans emésztő- és reproduktív szervrendszerét kiemelő anatómiai rajz

A Caenorhabditis az érzékpálcások (Secernentea) osztályának Rhabditida rendjébe, ezen belül a Rhabditidae családjába tartozó nem.

## Tudnivalók
A Caenorhabditis-fajok a baktériumokban gazdag élőhelyeket kedvelik, mint például a komposztot, az elpusztult állatokat és a rothadó gyümölcsöket. E nem tagjai, az igen sokat tanulmányozott és jól ismert modellszervezetek: a Caenorhabditis elegans és Caenorhabditis briggsae, amelyeknek a genomját szekvenálták. Mindkét faj hímnős, vagyis egy példányban megvan mind a két nem. A Caenorhabditis-fajok között azonban vannak olyanok is, amelyeknek nemeit külön-külön példányok képviselik.
Habár a baktériumokban gazdag élőhelyeket kedvelik, a Caenorhabditis-fajok nemigen képesek megélni gazdaállat nélkül. A fiatal példányokat ikerszelvényesek (Diplopoda), rovarok (Insecta), ászkarákok (Isopoda) és csigák (Gastropoda) hordozzák. Egyes fajok a gerincesekben is megtalálhatók, mint például a zebu nevű szarvasmarhában, azonban még nem ismert, hogy ezek a fonálférgek az állatokban élősködnek, vagy csak szállításra használják őket. A Caenorhabditis-fajoknak két típusa van, az egyik csak szállításra használja gazdaállatát, addig amíg egy megfelelő helyre jut el; a másik típusú, viszont addig ül a gazdaállatban, amíg az el nem pusztul, és a lebomlást baktérium állomány növekedés követ. Az utóbbi csoport ezekkel a baktériumokkal fog táplálkozni.

## Rendszerezés
A nembe az alábbi fajok tartoznak:
- Caenorhabditis elegans[6] (Maupas, 1900)[7]
- Caenorhabditis briggsae[8]
- Caenorhabditis remanei[9]
- Caenorhabditis brenneri [10]
- Caenorhabditis japonica [11]
- Caenorhabditis angaria[12]
- Caenorhabditis drosophilae
- Caenorhabditis plicata
- Caenorhabditis sp. 1
- Caenorhabditis sp. 2
- Caenorhabditis sp. 5
- Caenorhabditis sp. 6
- Caenorhabditis sp. 7
- Caenorhabditis sp. 8
- Caenorhabditis sp. 9
- Caenorhabditis sp. 10
- Caenorhabditis sp. 11
- Caenorhabditis sp. 12
- Caenorhabditis sp. 13
- Caenorhabditis sp. 14
- Caenorhabditis sp. 15
- Caenorhabditis sp. 16
- Caenorhabditis sp. 17
- Caenorhabditis sp. 18
- Caenorhabditis sp. 19
- Caenorhabditis sp. 20

## Fordítás
- Ez a szócikk részben vagy egészben  a   Caenorhabditis című angol Wikipédia-szócikk ezen változatának fordításán alapul.  Az eredeti cikk szerkesztőit annak laptörténete sorolja fel. Ez a jelzés csupán a megfogalmazás eredetét és a szerzői jogokat jelzi, nem szolgál a cikkben szereplő információk forrásmegjelöléseként.